# Vùng đất Queen Maud
Vùng đất Queen Maud (tiếng Na Uy: Dronning Maud Land) là một khu vực rộng khoảng 2,7 triệu kilômét vuông (1,0 triệu dặm vuông Anh) ở Nam Cực được Na Uy tuyên bố là lãnh thổ phụ thuộc. Nó giáp với Lãnh thổ châu Nam Cực thuộc Anh ở kinh tuyến 20° Tây và Lãnh thổ châu Nam Cực thuộc Úc ở kinh tuyến 45° Đông . Ngoài ra, có một khu vực nhỏ không chủ quyền từ năm 1939 đã được sáp nhập vào lãnh thổ trong tháng 6 năm 2015. Lãnh thổ nằm Đông châu Nam Cực, chiếm khoảng 1/5 lục địa và được đặt theo tên của Vương hậu Na Uy là Maud của Liên hiệp Anh (1869–1938).
Năm 1930, người Na Uy Hjalmar Riiser-Larsen được biết đến là người đầu tiên đặt chân đến lãnh thổ này. Ngày 14 tháng 1 năm 1939, lãnh thổ được Na Uy tuyên bố chủ quyền. Vào ngày 23 tháng 6 năm 1961, Vùng đất Queen Maud trở thành một phần của Hệ thống Hiệp ước châu Nam Cực, khiến nó trở thành khu phi quân sự. Đây là một trong hai lãnh thổ ở Nam Cực do Na Uy tuyên bố chủ quyền, lãnh thổ còn lại là Đảo Peter I. Chúng do Cục Các vấn đề Vùng cực của Bộ Tư pháp và Công an Na Uy ở Oslo quản lý.
Hầu hết lãnh thổ được bao phủ bởi tấm băng phía đông Nam Cực và một bức tường băng cao trải dài khắp bờ biển của nó. Ở một số khu vực xa hơn trong tấm băng, các dãy núi xuyên qua lớp băng, cho phép các loài chim sinh sản và sự phát triển của một hệ thực vật hạn chế. Từ tây sang đông, khu vực này được chia thành năm bờ biển:
| STT | Bờ biển                   | Ranh giới phía Tây | Ranh giới phía Đông |
| --- | ------------------------- | ------------------ | ------------------- |
| 1   | Bờ biển Princess Martha   | 20° 00′ W          | 05° 00′ E           |
| 2   | Bờ biển Princess Astrid   | 05° 00′ E          | 20° 00′ E           |
| 3   | Bờ biển Princess Ragnhild | 20° 00′ E          | 34° 00′ E           |
| 4   | Bờ biển Prince Harald     | 34° 00′ E          | 40° 00′ E           |
| 5   | Bờ biển Prince Olav       | 40° 00′ E          | 44° 38′ E           |
|     | Vùng đất Queen Maud       | 20° 00′ W          | 44° 38′ E           |

Vùng biển ngoài khơi bờ biển được gọi là Biển King Haakon VII.
Vùng này không có dân số cố định, mặc dù có 12 trạm nghiên cứu đang hoạt động với tối đa khoảng 40 nhà khoa học, con số dao động tùy theo mùa. Sáu trạm có người ở quanh năm, trong khi số còn lại là các trạm mùa hè theo mùa. Các sân bay chính cho các chuyến bay xuyên lục địa, tương ứng với Cape Town, Cộng hòa Nam Phi là Sân bay Troll , gần trạm nghiên cứu Troll của Na Uy và một đường băng tại Trạm Novolazarevskaya của Nga.

## Địa lý

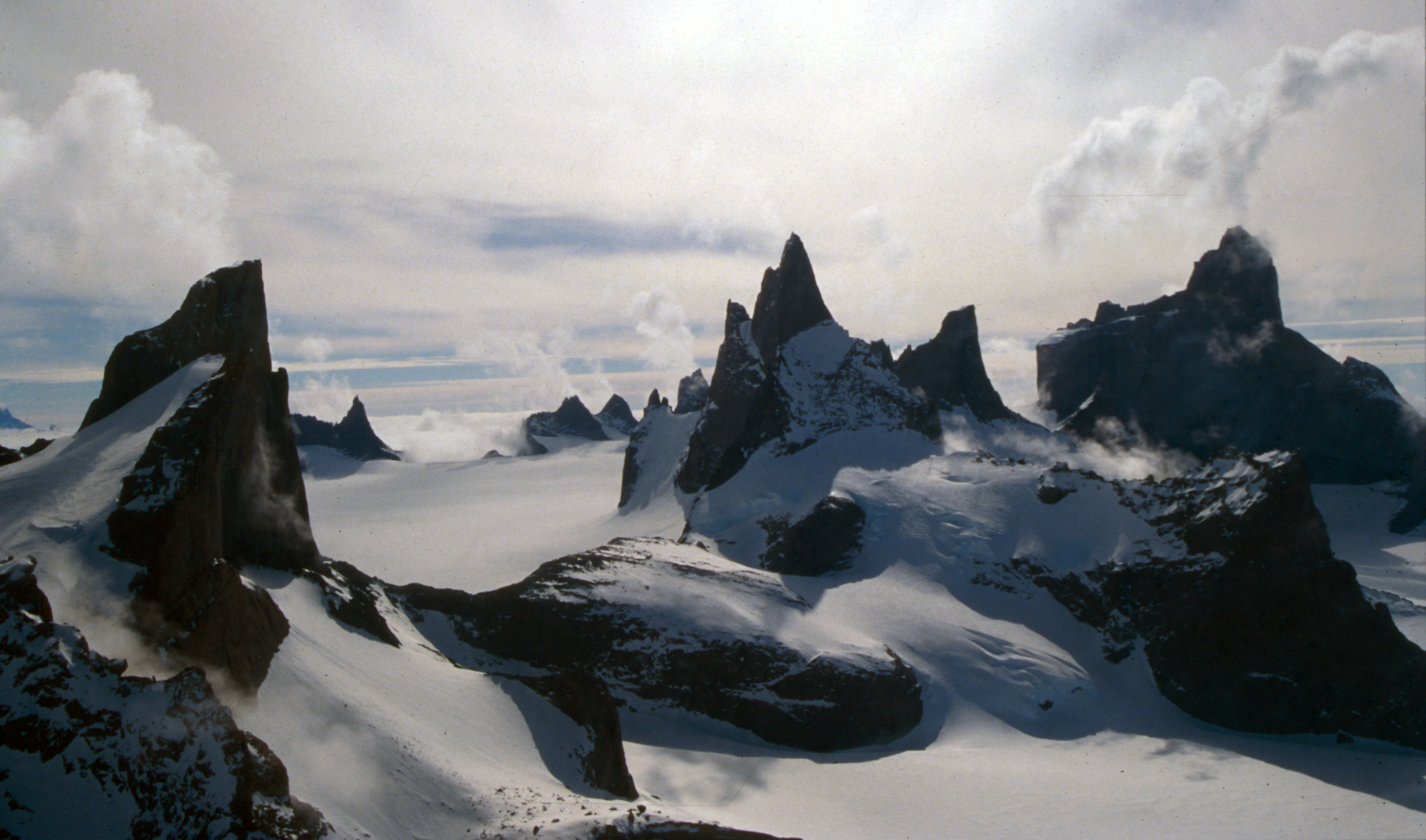
Dãy núi Drygalski, một dãy cấu thành dãy núi Orvin.

Vùng đất Queen Maud kéo dài từ ranh giới với Vùng đất Coats ở phía tây đến ranh giới với Vùng đất Enderby ở phía đông. Nó được chia thành bờ biển Princess Martha, bờ biển Princess Astrid, bờ biển Princess Ragnhild, bờ biển Prince Harald và bờ biển Prince Olav. Lãnh thổ ước tính có diện tích khoảng 2.700.000 km2 (1.000.000 dặm vuông Anh), tương đương với diện tích của Ấn Độ, Argentina hoặc Kazakhstan. Các giới hạn của lãnh thổ được đưa ra vào năm 1939, nhưng không xác định các giới hạn phía bắc và phía nam ngoài "bãi biển lục địa ở Nam Cực ... với vùng đất nằm ngoài bãi biển này và vùng biển bên kia". Vùng biển kéo dài ra khỏi bờ biển giữa các giới hạn dọc của Vùng Queen Maud thường được gọi là Biển King Haakon VII.
Vùng đất luôn có băng ở bờ biển, bao gồm một bức tường băng cao khoảng 20–30 mét (70–100 ft) trải dài gần như trên toàn bộ lãnh thổ. Do đó, chỉ có thể xuống tàu ở một số nơi nhất định. Cách bờ biển khoảng 150–200 kilômét (90–120 mi), các đỉnh núi đá xuyên qua chỏm băng. Chúng có độ cao trung bình khoảng 2.000 mét (6.600 ft) so với mực nước biển, với điểm cao nhất tại Jøkulkyrkja (3.148 mét hay 10.328 foot) ở Dãy núi Mühlig-Hofmann. Các dãy núi lớn khác là Dãy núi Heimefront, Dãy núi Orvin, Dãy núi Wohlthat và Dãy núi Sør Rondane.
Về mặt địa chất, mặt đất của Vùng đất Queen Maud bị chi phối bởi đá gneis từ thời kỳ Tiền Cambri, được hình thành c. 1 đến 1,2 Ga, trước khi siêu lục địa Gondwana được hình thành. Các ngọn núi bao gồm chủ yếu là đá kết tinh và đá hoa cương, được hình thành c. 500 đến 600 Ma trong kiến tạo sơn toàn châu Phi trong quá trình hình thành Gondwana. Ở những phần xa nhất về phía tây của lãnh thổ, có đá trầm tích và các núi lửa trẻ hơn. Nghiên cứu về độ dày của băng đã tiết lộ rằng nếu không có băng, bờ biển sẽ giống như của Na Uy và Greenland, với các fjord nước sâu và hải đảo.

## Tình trạng pháp lý

Vị trí của Na Uy (màu trắng ngà) và Vùng đất Queen Maud (đỏ sọc). Bản đồ này sử dụng phép chiếu tam giác Winkel làm biến dạng kích thước; Nam Cực nhỏ hơn nhiều so với bản đồ này.

Giống như tất cả các vùng lãnh thổ khác ở Nam Cực, chính sách của Na Uy đối với Vùng đất Queen Maud (cùng với chính sách của họ đối với Đảo Peter I) phải tuân theo Hệ thống Hiệp ước châu Nam Cực. Hiệp ước nêu rõ rằng Nam Cực chỉ có thể được sử dụng cho các mục đích hòa bình và đảm bảo quyền tự do hoạt động khoa học. Nó thúc đẩy hợp tác khoa học quốc tế và cấm mọi hoạt động liên quan đến hạt nhân. Mặc dù các chính sách lãnh thổ không bị vô hiệu bởi hiệp ước, nhưng tất cả các chính sách theo Điều III của hiệp ước đều bị đình chỉ chừng nào nó còn hiệu lực. Na Uy, Úc, Pháp, New Zealand và Liên hiệp Anh đều đã cùng công nhận các yêu sách của nhau ở Nam Cực. Nhưng có một tranh cãi về ranh giới thực tế của lãnh thổ, vì ranh giới ban đầu của Na Uy cả về phía Nam Cực và biển đều không rõ ràng. Rõ ràng điều này là để tránh chấp nhận việc sử dụng "nguyên tắc khu vực" đối với các tuyên bố chủ quyền ở Bắc Băng Dương của Liên Xô. Vào năm 2015, Na Uy đã giải quyết một phần tranh cãi này bằng cách chính thức đưa ra tuyên bố chủ quyền đối với khu vực giữa Vùng đất Queen Maud và Cực Nam địa lý.
Vùng đất Queen Maud do Cục Các vấn đề Vùng cực của Bộ Tư pháp và Công an đặt tại Oslo quản lý. Việc sáp nhập lãnh thổ do Đạo luật Lãnh thổ phụ thuộc ngày 24 tháng 3 năm 1933 quy định; Vùng đất Queen Maud được sáp nhập vào ngày 21 tháng 6 năm 1957. Nó xác định rằng luật hình sự, luật tư và luật tố tụng của Na Uy áp dụng cho các lãnh thổ, bên cạnh các luật khác tuyên bố rõ ràng rằng chúng có giá trị trong lãnh thổ. Hơn nữa, nó xác định rằng tất cả đất đai thuộc về nhà nước, và cấm cả việc kích nổ hạt nhân và lưu trữ chất thải hạt nhân.
Kể từ ngày 5 tháng 5 năm 1995, luật pháp Na Uy yêu cầu mọi hoạt động của Na Uy ở Nam Cực phải tuân theo luật môi trường quốc tế áp dụng cho Nam Cực. Do đó, những công dân Na Uy đang dự tính hoạt động ở Vùng đất Queen Maud phải báo cáo với Viện Địa cực Na Uy, bởi cơ quan này có thể nghiêm cấm mọi hoạt động không tuân thủ. Những người đến thăm Vùng đất Queen Maud phải tuân theo các luật liên quan đến bảo vệ thiên nhiên, xử lý chất thải, ô nhiễm và bảo hiểm cho các hoạt động tìm kiếm cứu nạn.

## Hệ động thực vật

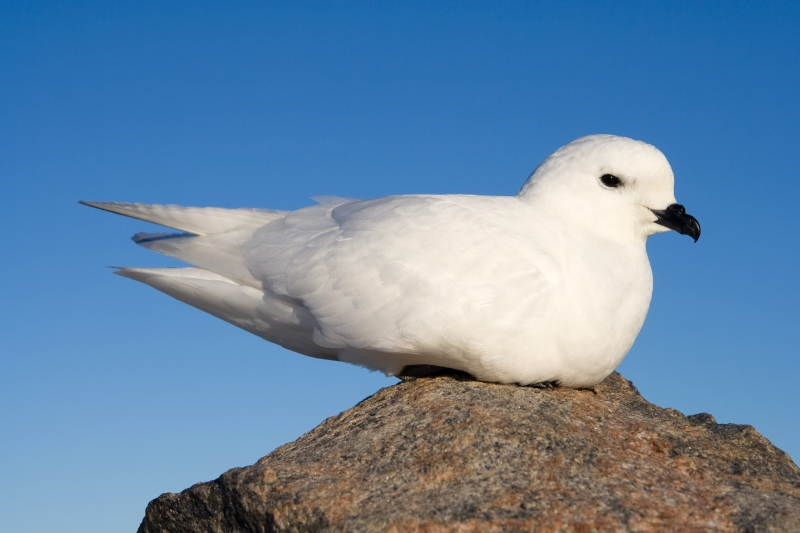
Hải âu petrel tuyết là một trong những loài chim tại Vùng đất Queen Maud.

Có ba loài chim xung quanh trạm Troll: hải âu petrel Nam Cực, hải âu petrel tuyết và cướp biển Nam Cực. Hải âu petrel Nam Cực sống trên băng biển hầu hết thời gian trong năm, ngoại trừ mùa sinh sản của nó (ở Nam Cực, từ tháng 11 đến tháng 2), khi nó di chuyển đến vùng núi nội địa và nunatak. Các vách đá không có băng ở Bờ biển Princess Astrid diện tích 3,9 km2 (1,5 dặm vuông Anh) có tên là núi Svarthamaren, là nơi cư trú của các loài chim biển sinh sản nội địa lớn nhất được biết đến ở Nam Cực, gần 1 triệu (250.000 cặp) cá thể hải âu petrel Nam Cực. Nhiều cá thể hải âu petrel tuyết và cướp biển Nam Cực cũng sinh sản ở khu vực này. Hải âu petrel tuyết thường trải rộng thành các tổ nhỏ hơn trên khắp các khu vực miền núi của Vùng đất Queen Maud. Trong mùa sinh sản, cướp biển Nam Cực chỉ ăn trứng, cũng như chim non và chim trưởng thành, của cả hai loài hải âu petrel.
Chim cánh cụt hoàng đế sinh sản tập trung ở một số nơi của Vùng đất Queen Maud. Cả bốn loài hải cẩu thật sự ở Nam Cực, bao gồm hải cẩu Weddell, hải cẩu báo, hải cẩu ăn cua và hải cẩu Ross, đều có thể được tìm thấy ở Biển King Haakon VII ngoài khơi Vùng đất Queen Maud. Hải cẩu Ross đáng chú ý với số lượng lớn nhất ở Biển King Haakon VII.
Các khu vực nunatak khan hiếm hệ thực vật, chỉ bao gồm ở địa y, rêu và tảo. Thực vật có hoa không được tìm thấy ở đây. Viện Địa cực Na Uy đã không đồng thuận cho sự xuất hiện của bất kỳ loài thực vật hoặc động vật quý hiếm hoặc bị đe dọa nào ở Vùng đất Queen Maud. Những loài bản địa do đó tồn tại trong quần thể khỏe mạnh.

## Trạm nghiên cứu

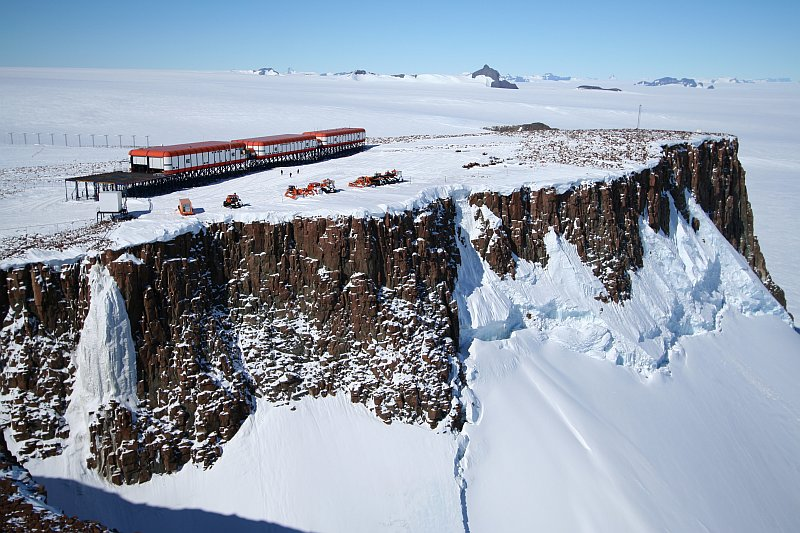
Trạm SANAE IV.

Vùng đất Queen Maud hiện có ít nhất 13 trạm nghiên cứu, với sáu trong số đó hoạt động quanh năm. Na Uy, Đức và Nhật Bản đều vận hành cả trạm lâu năm và theo mùa. Các trạm đó bao gồm: Troll và Tor của Na Uy; Neumayer III và Kohnen của Đức; và Showa và Dome Fuji của Nhật Bản. Ấn Độ, Nga và Nam Phi, mỗi nước cũng vận hành một trạm cố định, lần lượt là Maitri, Novolazarevskaya và SANAE IV. Các trạm còn lại là theo mùa,  bao gồm: Căn cứ Princess Elisabeth của Bỉ; Aboa của Phần Lan; Jinnah của Pakistan và Wasa của Thụy Điển. Tổng dân số vào mùa hè của các trạm này là khoảng 494, nhưng ít hơn đáng kể vào mùa đông.
Các trạm này được kết nối bởi Dự án Mạng lưới Hàng không Dronning Maud Land (DROMLAN). Đây là một thỏa thuận hợp tác về vận chuyển giữa 11 quốc gia với các trạm nghiên cứu ở Đông châu Nam Cực. Máy bay tầm xa bay giữa Cape Town (Nam Phi) và Sân bay Troll, đặt tại trạm nghiên cứu Troll hoặc đường băng tại Trạm Novolazarevskaya. Từ hai sân bay chính này, các máy bay nhỏ hơn có thể bay xa hơn đến các điểm đến khác ở Nam Cực.
Trạm Troll của Na Uy đóng vai trò là trung tâm chính của mạng DROMLAN thông qua Sân bay Troll. Nghiên cứu tại Troll bao gồm đo đạc không khí và khí quyển, giám sát khí nhà kính và đàn chim, cũng như nghiên cứu khí tượng và khí hậu. Trạm khác của Na Uy, Tor, được thành lập để nghiên cứu các loài chim tại lãnh thổ sinh sản ở Núi Svarthamaren.
Các hoạt động của Trạm Novolazarevskaya của Nga bao gồm giám sát môi trường, trắc địa/lập bản đồ, quan sát địa từ và khí tượng, băng hà học, sinh học, quan sát tầng điện li/cực quang, hồ học, địa chất, địa vật lý và địa chấn học.

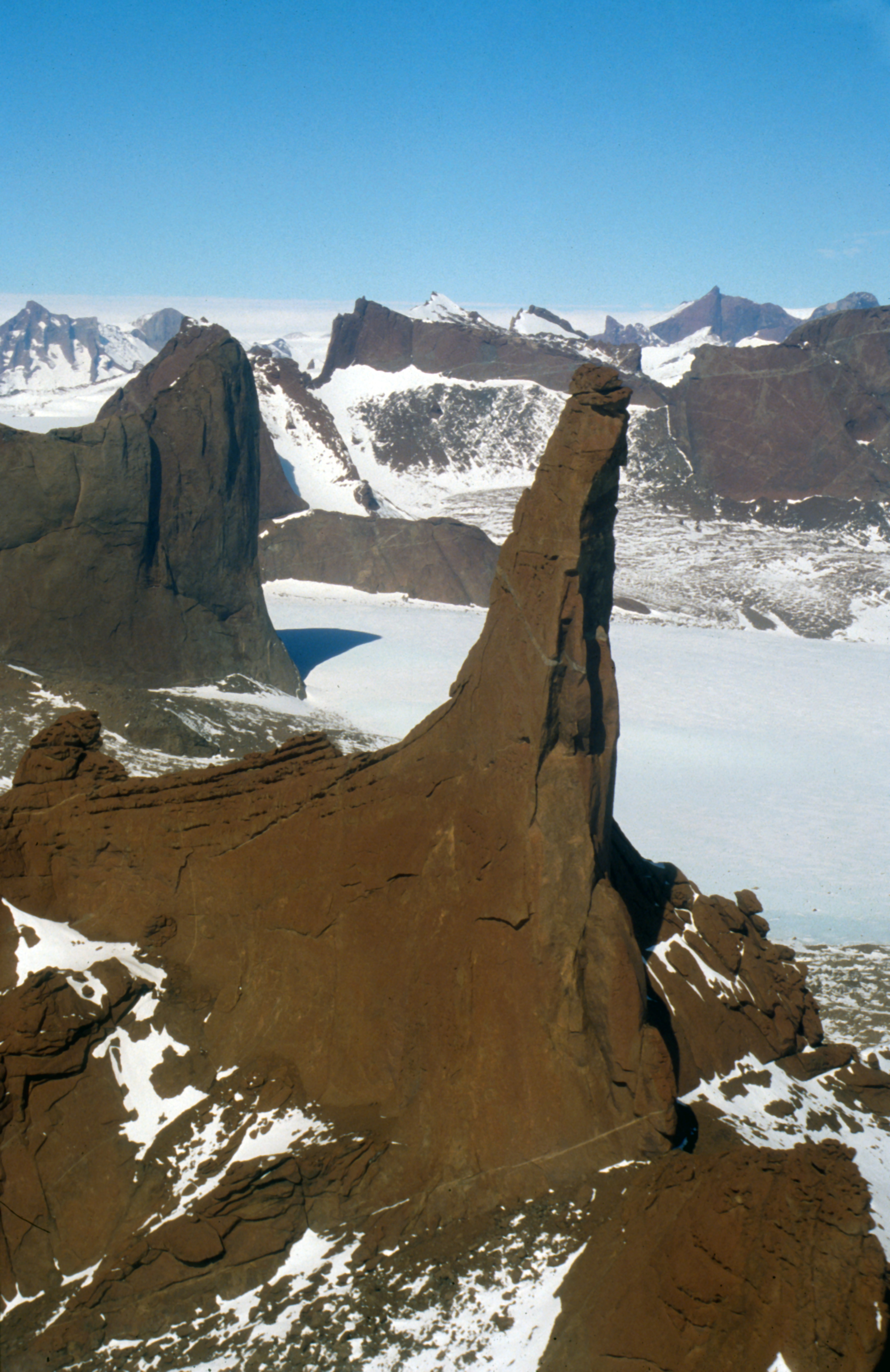
Kim đá Charnockitic ở phía bắc Holtedahlfjella, Vùng đất Queen Maud, ảnh chụp từ trên không theo hướng đông nam nam.

Trạm SANAE IV của Nam Phi, trạm tiếp theo có mặt sau ba trạm trên, được hoàn thành vào năm 1997. Nghiên cứu tại SANAE IV bao gồm sinh học/sinh thái xâm lấn, địa chất, địa mạo học và khoa học khí quyển. Cơ sở vật chất của nó bao gồm một bệnh viện nhỏ và một nhà chứa hai máy bay trực thăng.
Trạm Wasa của Thụy Điển và trạm Aboa của Phần Lan cùng nhau tạo nên Căn cứ Nordenskiöld và hợp tác trong lĩnh vực nghiên cứu và hậu cần. Nghiên cứu của căn cứ bao gồm đo đạc/lập bản đồ, băng hà học, sinh học con người, quan sát khí tượng, địa chất và địa vật lý.
Trạm Neumayer III của Đức hoàn thành vào năm 2009, thay thế hai trạm cũ đã bị băng tuyết chôn vùi. Các hoạt động nghiên cứu bao gồm: địa vật lý, khí tượng và địa chấn học, cũng như đo đạc hóa học không khí và giám sát ozon trong khí quyển. Trạm khác của Đức, Kohnen, hoạt động như một phần của một dự án khoan băng lớn.
Trạm Maitri được thành lập để thay thế trạm Dakshin Gangotri vào năm 1989, là căn cứ Nam Cực đầu tiên của Ấn Độ. Nghiên cứu của Maitri tập trung vào địa chất và nghiên cứu về siêu lục địa Gondwana, khi Ấn Độ và Nam Cực đang nối liền chung với nhau. Nó cũng bao gồm nghiên cứu kỹ thuật nhiệt độ thấp phù hợp với các điều kiện ở dãy Himalaya.
Trạm Showa là trạm nghiên cứu chính của Nhật Bản ở Nam Cực. Một loạt các nghiên cứu được tiến hành ở đó, bao gồm vật lý khí quyển phía trên, khí tượng học, địa chấn học, thăm dò trọng lực, trắc địa/lập bản đồ, hải dương học, băng hà học, địa chất, sinh học biển và trên cạn, và nghiên cứu y học. Trạm nghiên cứu khác của Nhật Bản, Trạm Dome Fuji, hoạt động như một phần của dự án phá băng lớn. Nó chủ yếu nghiên cứu biến đổi khí hậu, tiến hành khoan sâu và quan sát khí quyển.
Căn cứ Princess Elisabeth của Bỉ được thành lập như một dự án thúc đẩy khoa học vùng cực, cũng như để chứng minh khả năng xây dựng một trạm phát thải bằng không. Nghiên cứu được một nhóm các nhà khoa học quốc tế thực hiện về khí hậu học, băng hà học và vi sinh vật học.